# Astilbe rubra
Astilbe rubra là một loài thực vật có hoa trong họ Saxifragaceae. Loài này được Hook.f. & Thomson miêu tả khoa học đầu tiên năm 1857.